# アナトーリ・オノプリエンコ
アナトーリ・オノプリエンコ (ウクライナ語: Анатолій Юрійович Онопрієнко , 1959年7月25日 - 2013年8月27日)はウクライナのシリアルキラーである。6年間に52人を殺害し、警察からは「ターミネーター」と呼ばれた。

## 生い立ち
1959年7月25日、ジトーミル州ラスキで生まれる。4歳の時に母親が他界。13歳年上の兄は父親と暮らしていくが、彼は孤児院に送られる。この仕打ちをオノプリエンコは恨み続け、後の連続殺人へとつながっていく。

## 殺人
オノプリエンコの殺害方法は一貫しており、極めて残忍なものであった。一軒家に狙いを定めると、ドアを破り侵入する。大人達は銃殺、子供は撲殺する。一家を殲滅した後に金品を強奪し、証拠隠滅のため火をつけて立ち去った。子供・目撃者を含め容赦なく殺害された。
彼は最初の犯行で一家4人を殺害し、その後目撃者2人と別の一家5人を殺害する。警察が村の周りに非常線を張った時には、次の殺人をするべく別の村に移動していたという。

## 捜査と逮捕
事件に関して、ウクライナ史上最大規模の捜査が行われた。1996年3月、事件の容疑者として一人の男を逮捕する。拷問により自白を引き出そうとするが失敗、彼は無実であったが死亡してしまう。その責任により7人の捜査員は懲役刑を課せられている。
オノプリエンコが真犯人だと発覚したのはその17日後であった。彼が親戚の家に引っ越した際に、隠し持っていたライフル銃や盗品と思われる宝石類が見つかったのである。即座にオノプリエンコは家を追い出され、情報を得た警察に逮捕される。6年間の犠牲者は52人に達していた。

## その後
拘留中は1989年から1995年にかけて8人を殺害したことを認めたが、その他の殺人は最初は否認した。その後すぐに52件の殺人を認める。自らの凶行について、「内なる声」からの命令を受けたと語っている。また、オノプリエンコが殺人を行った場所は地図上で十字になっている。
1999年3月31日、死刑判決を受ける。しかし同年ウクライナは欧州連合の要望により死刑を廃止。彼の刑も終身刑に変更された。オノプリエンコは殺人の世界記録を樹立するために釈放を要求していたという。